# Paracladopelma augustus
Paracladopelma augustus är en tvåvingeart som beskrevs av Oksana V. Zorina 2006. Paracladopelma augustus ingår i släktet Paracladopelma och familjen fjädermyggor. Inga underarter finns listade i Catalogue of Life.